# Villalbos

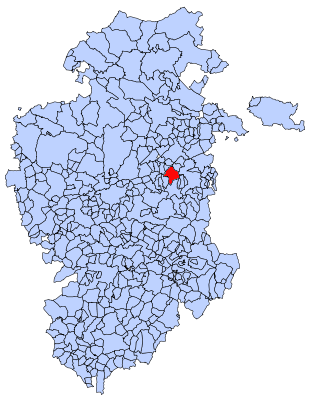
Província de Burgos

Villalbos és un municipi a la comarca de Montes de Oca, al nord-est de la província de Burgos, a la comunitat autònoma de Castella i Lleó (Espanya).

## Geografia
Es troba en la Vall del riu Oca, afluent del riu Ebre pel seu costat dret, juntament amb Cueva Cardiel, Villalmóndar, Villanasur Río de Oca, Villalómez i Mozoncillo de Oca.
En el   km-6  de la carretera comarcal   BU-703  que uneix la carretera nacional   N-1  a l'alçada de la població de Castil de Peones, amb la carretera nacional   N-120  a l'alçada del municipi de Villafranca Montes de Oca.
Wikimapia\Coordenadas: 42° 26′ 40″ N 3° 19′ 47″ W 

## Història
Diversos escrits del segle X parlen d'un comte castellà, don Rodrigo Díaz, que era conegut entre els mossàrabs com "Abolmondar Albo" qui possiblement va fundar i poblar les localitats de Villalmondar (Abolmondar) i Villalbos (Albo) a la vora del riu Oca, al nord-est de la província de Burgos.

### Història en Imatges

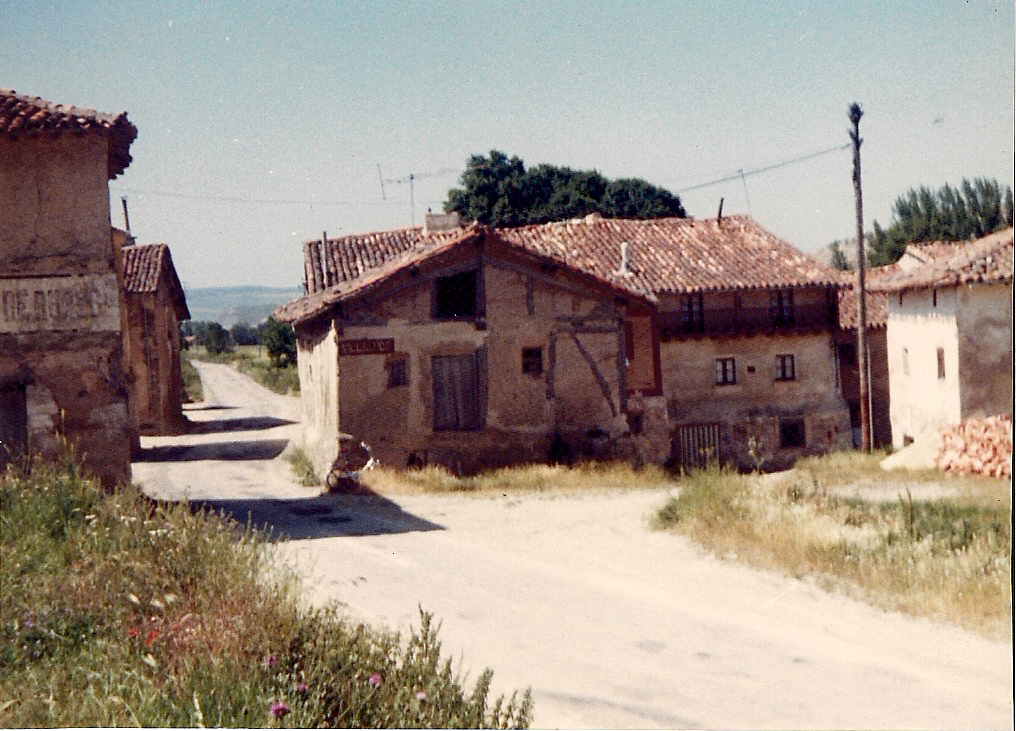
Villalbos Sud (1986)
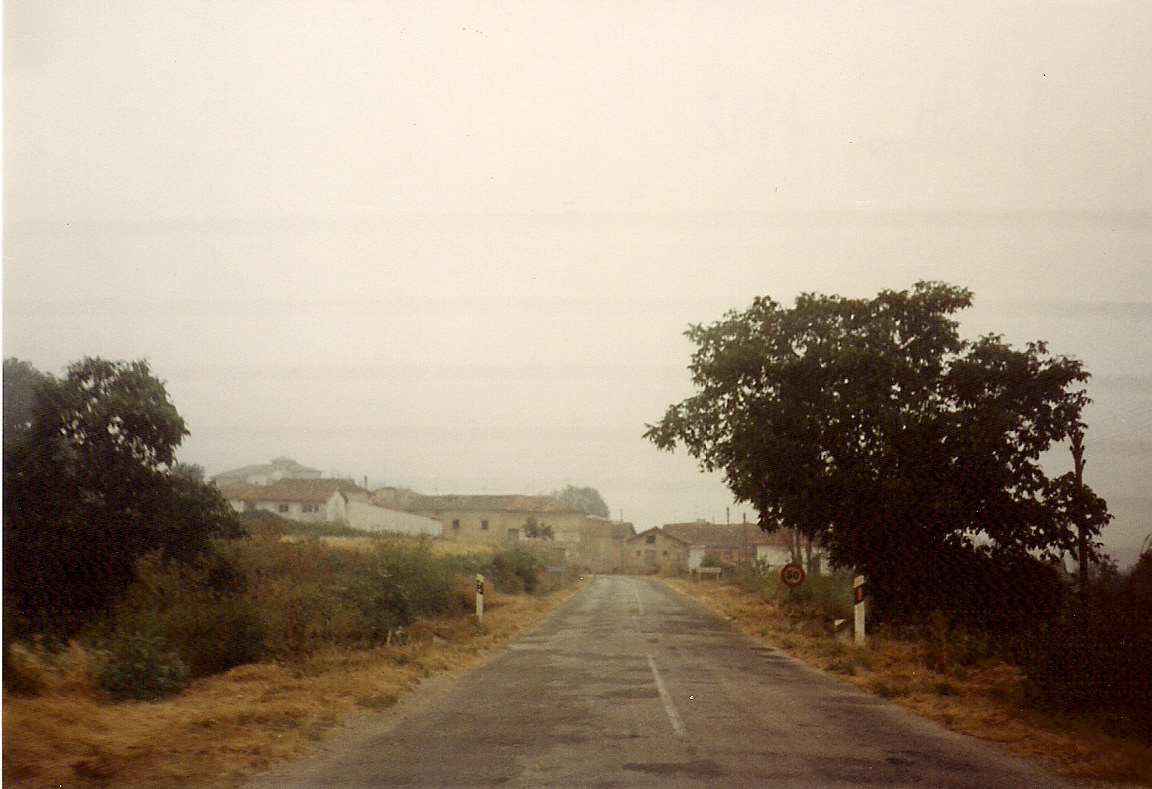
Villalbos Sud (1992)
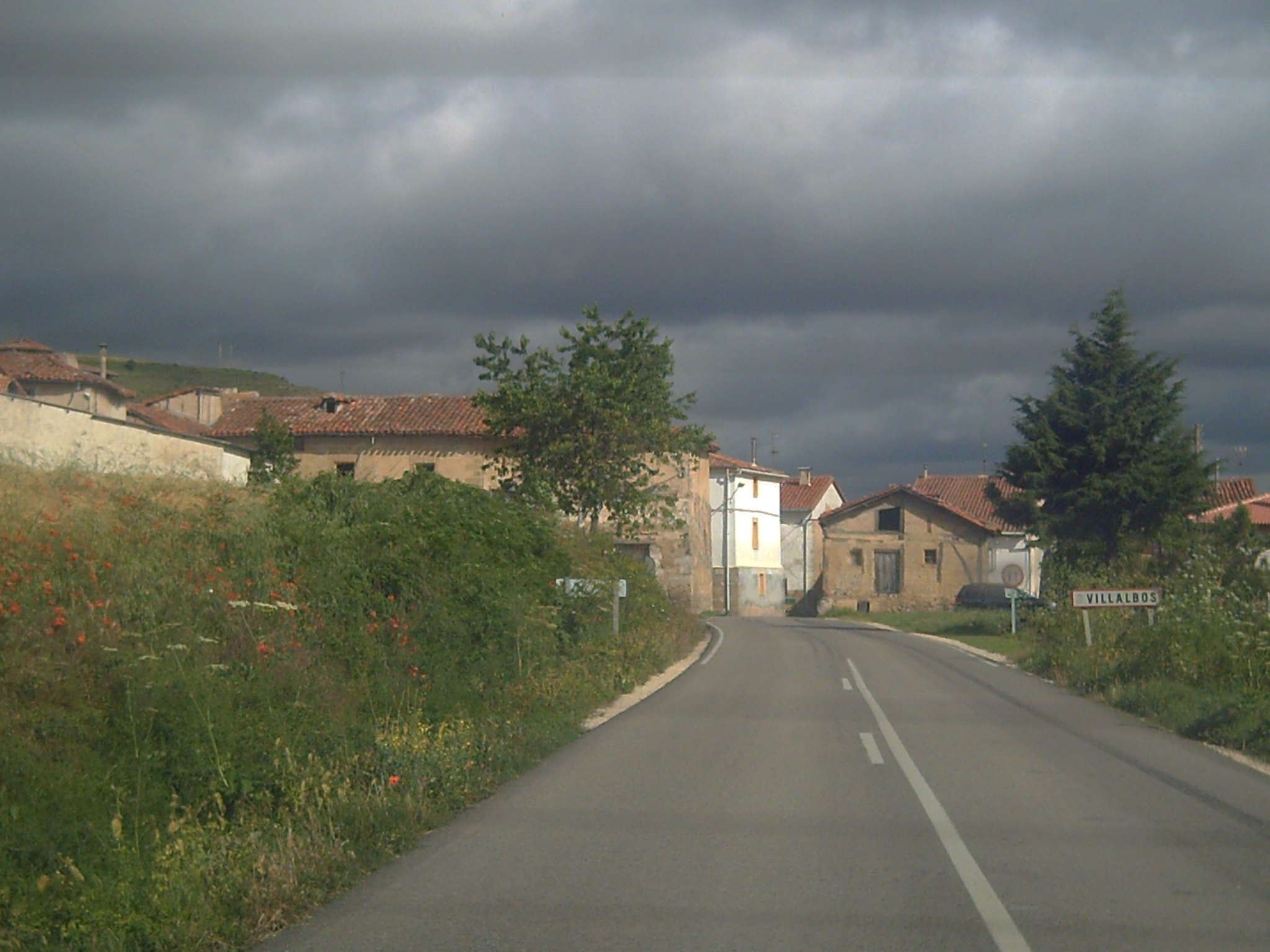
Villalbos Sud (2008)

| « | "Villalbos; Al Seu Silenci, Escoltaràs La Seva Història" (Chebsoler) | » |

## Llocs d'interès turístic

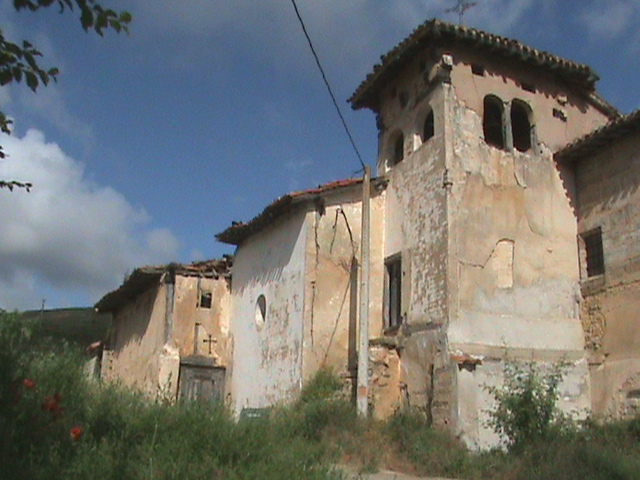
Església de Villalbos (2008)

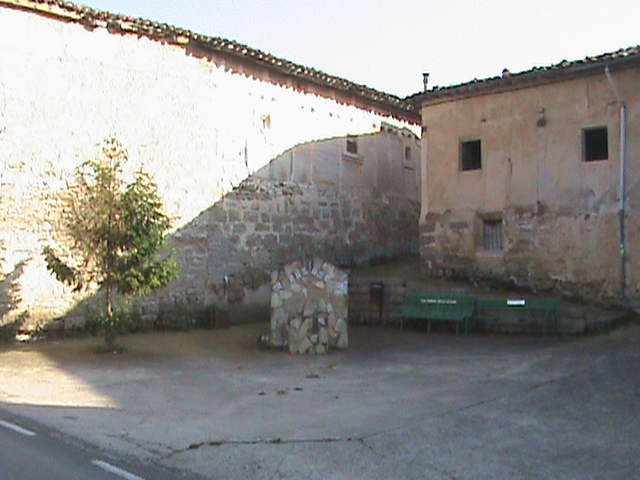
Església de Villalbos (2008)

### L'Església
L'Església de "Sant Tomàs" era de planta de creu llatina amb un retable a l'altar major amb imatges de la vida de Crist. Al costat de l'altar hi havia una sagristia sota el "Campanar". Al darrere de l'església hi ha el "Cementiri".

### La Plaça Sant Tomàs
És al centre del poble on hi havia abans un forn de pa de llenya. Fou construïda a final del segle xx.

## Demografia
| 1842 |  | 1857 |  | 1860 |  | 1877 |  | 1887 |  | 1897 |  | 1900 |  | 1910 |  | 1920 |  | 2007 |
| ---- |  | ---- |  | ---- |  | ---- |  | ---- |  | ---- |  | ---- |  | ---- |  | ---- |  | ---- |
| 109  |  | 153  |  | 169  |  | 124  |  | 116  |  | 126  |  | 120  |  | 133  |  | 129  |  | 25   |